# Station Ostaszewo Żuławskie
Station Ostaszewo Żuławskie is een voormalig spoorwegstation in de Poolse plaats Ostaszewo. Het station is geopend als station Schöneberg en maakte onderdeel uit van het 750mm smalspoornetwerk van de Westpreußischen Kleinbahnen AG en lag aan de lijn van Nowy Dwór Gdański (voor 1945 Tiegenhof) naar Lichnowy (voor 1945 Groß Lichtenau).